# Én vagyok Batman!
Az Én vagyok Batman! (eredeti cím: Return to the Batcave: The Misadventures of Adam and Burt) 2003-as egész estés amerikai film, melyet az 1966-os Batman című  televíziós sorozat alapján készítettek. A forgatókönyvet Duane Poole írta, a filmet Paul A. Kaufman rendezte, a producere Michael Gallant volt, a zenéjét Douglas J. Cuomo szerezte. Az Artisan Entertainment, a Fox Television Studios és a The Kaufman Company készítette.
Amerikában 2003. március 9-én mutatták be a CBS-en, DVD-n pedig 2005. május 17-én jelent meg az Anchor Bay Entertainment forgalmazásában. Magyarországon az RTL Klub és a Film+ vetítette le.

## Szereplők
| Szereplő                           | Színész                | Magyar hang      |
| ---------------------------------- | ---------------------- | ---------------- |
| Adam West                          | Adam West              | Rosta Sándor     |
| Burt Ward                          | Burt Ward              | Epres Attila     |
| Fiatal Adam West / Batman          | Jack Brewer            | Széles Tamás     |
| Fiatal Burt Ward / Robin           | Jason Marsden          | Pálmai Szabolcs  |
| Önmaga / Narrátor                  | Lyle Waggoner          | Juhász Zoltán    |
| Pincérnő az ebédlőben              | Lee Meriwether         | ?                |
| Frank Gorshin                      | Frank Gorshin          | Várday Zoltán    |
| Julie Newmar                       | Julie Newmar           | Málnai Zsuzsa    |
| Nő az ablakban                     | Betty White            | ?                |
| Bonnie Lindsey                     | Amy Acker              | Molnár Ilona     |
| Fiatal Frank Gorshin / Rébusz      | Brett Rickaby          | Katona Zoltán    |
| Jerry, a komornyik                 | Curtis Armstrong       | Fekete Zoltán    |
| William Dozier                     | Jim Jansen             | Kassai Károly    |
| Nghara Frisbie-West                | Stacy Kamano           | ?                |
| Robert Butler                      | Ray Buktenica          | Cs. Németh Lajos |
| Csapos                             | Steve Vinovich         | ?                |
| Sam Strangis, a rendezőasszisztens | Andy Umberger          | ?                |
| Szereposztó rendező                | Joel Swetow            | Bodrogi Attila   |
| Burt egyéjszakás barátnője         | Nina West              | ?                |
| Házigazda a jótékonysági esten     | Darla Haun             | Bertalan Ágnes   |
| Fiatal Julie Newmar / Macskanő     | Julia Rose             | Németh Borbála   |
| Yvonne Craig / Batgirl             | Erin Carufel           | Solecki Janka    |
| Lucy                               | Nikki Schieler Ziering | ?                |
| Vincent Price / Egghead            | Quinn K. Redeker       | ?                |
| Burgess Meredith / Pingvin         | Tony Tanner            | Imre István      |
| Cesar Romero / Joker               | Bud Watson             | Forgács Gábor    |
| Lou, Adam ügynöke                  | Christopher Darga      | Vári Attila      |
| Doktor                             | Ivar Brogger           | Kapácsy Miklós   |